# Núria Tamarit Castro
Núria Tamarit Castro (Villarreal, 1993) es una ilustradora y autora de cómics española.

## Trayectoria
Se formó en la Universidad Politécnica de Valencia, donde rápidamente hizo tándem artístico con Xulia Vicente. Juntas participaron en fanzines como Sacoponcho, y en solitario participa en Nimio. También ilustraron los libros de la serie Anna Dédalus, escritos por Miguel A. Giner Bou y en 2016 publicaron en La Cúpula su primera novela gráfica, Duerme Pueblo. Esta obra, basada en los juegos de mesa y de misterio, también fue su trabajo final de carrera.
Aquel mismo año publicó Avery's Blues, con guion de Angux, por el que recibió en noviembre de 2017 el premio a Mejor Autora Revelación en la I edición de los premios Carlos Giménez en los Héroes Comic Con Madrid, junto con el premio a Mejor Portada y las nominaciones en las categorías de Mejor Dibujante Nacional y Mejor Obra Española.